# 投資信託及び投資法人に関する法律
投資信託及び投資法人に関する法律（とうししんたくおよびとうしほうじんにかんするほうりつ、昭和26年6月4日法律第198号）は、投資信託または投資法人を用いて投資者以外の者が投資者の資金を主として有価証券等に対する投資として集合して運用し、その成果を投資者に分配する制度を確立し、これらを用いた資金の運用が適正に行われることを確保するとともに、この制度に基づいて発行される各種の証券の購入者等の保護を図ることにより、投資者による有価証券等に対する投資を容易にし、もって国民経済の健全な発展に資することに関する日本の法律である。1951年（昭和26年）の制定当初の題名は「証券投資信託法」であった。証券投資法人制度を導入した1998年の改正（平成10年法律第107号）により題名が「証券投資信託及び証券投資法人に関する法律」に改正され、不動産など有価証券以外への投資を可能とした。2000年の改正（平成12年法律第97号）により現在の題名に改められた。

## 平成10年12月改正
投資信託の募集には契約型と会社型が存在して、日本では前者が主流であったが、ついに会社型が導入された。その他の主要な変更点は以下に列挙した。
- 不特定多数の投資家を対象に設定される証券投資信託がすでに制度化されていたところ、新たに特定の投資家層を対象とする私募投信が導入された（2条1項）。
- 証券投信業が免許制から認可制となった（6条）。
- 信託約款の事前承認が届出制となり、同約款の取得者へ交付義務を課した（26条）。
- 証券投信委託業者の業務に関して。それまで受益者の忠実義務が信用財産の運用にかかる指図に限定していたものを、その他の業務にまで及ぼした（14条）。信託財産の運用指図の外部委託を認めた（17条）。そして証券投資委託業務が専業制であったものを兼業制に改めた（18条1項）。
- 外国証券投信について、募集前の届出義務を課した（58-59条）。
- 証券投資信託協会の会員に、新たに「受益証券の売買その他の取引を行う金融機関（登録金融機関）」を追加した（50条）。

## 構成
- 第1編 - 総則（第1条~第2条）
- 第2編 - 投資信託制度 
  - 第1章 - 委託者指図型投資信託 
    - 第1節 - 通則（第3条~第5条の3）
    - 第2節 - 投資信託委託業者 
      - 第1款 - 認可等（第6条~第10条の3）
      - 第1款の2 - 主要株主（第10条の4~第10条の7）
      - 第2款 - 業務 
        - 第1目 - 通則（第11条~第13条の2）
        - 第2目 - 投資信託委託業（第14条~第34条）
        - 第3目 - 投資法人資産運用業（第34条の2~第34条の9）
        - 第4目 - その他の業務（第34条の10~第34条の15）

      - 第3款 - 経理（第35条~第37条）
      - 第4款 - 監督（第38条~第45条）
      - 第5款 - 雑則（第46条~第49条）

  - 第2章 - 委託者非指図型投資信託（第49条の2~第49条の12）
  - 第3章 - 投資信託協会（第50条~第57条）
  - 第4章 - 外国投資信託（第58条~第60条）
- 第3編 - 投資法人制度 
  - 第1章 - 投資法人 
    - 第1節 - 通則（第61条~第65条）
    - 第2節 - 設立（第66条~第75条）
    - 第3節 - 投資口及び投資証券（第76条~第88条）
    - 第4節 - 機関 
      - 第1款 - 投資主総会（第89条~第94条）
      - 第2款 - 執行役員、監督役員及び役員会 
        - 第1目 - 執行役員（第95条~第99条）
        - 第2目 - 監督役員（第100条~第104条）
        - 第3目 - 役員会（第105条~第108条）
        - 第4目 - 執行役員及び監督役員の責任等（第109条~第110条）

    - 第5節 - 事務の委託（第111条~第113条）
    - 第6節 - 会計監査人（第114条~第119条）
    - 第7節 - 投資口の追加発行（第120条~第123条）
    - 第8節 - 投資口の払戻し（第124条~第128条）
    - 第9節 - 計算（第129条~第139条）
    - 第9節の2 - 投資法人債（第139条の2~第139条の6）
    - 第10節 - 規約の変更（第140条~第142条）
    - 第11節 - 解散（第143条~第144条）
    - 第12節 - 合併（第145条~第150条）
    - 第13節 - 清算 
      - 第1款 - 通則（第151条~第163条）
      - 第2款 - 特別清算（第164条）

    - 第14節 - 登記（第165条~第182条）
    - 第15節 - 雑則（第183条~第186条）

  - 第2章 - 投資法人の業務 
    - 第1節 - 登録（第187条~第192条）
    - 第2節 - 業務 
      - 第1款 - 業務の範囲（第193条~第197条）
      - 第2款 - 業務の委託（第198条~第210条）

    - 第3節 - 監督（第211条~第219条）

  - 第3章 - 外国投資法人（第220条~第223条）
- 第4編 - 雑則（第223条の2~第227条）
- 第5編 - 罰則（第228条~第253条）
- 附則